# Triadica
Genre
Classification phylogénétique
Triadica est un genre de plantes à fleurs de la famille des Euphorbiaceae.

## Liste d'espèces
Selon Catalogue of Life (4 août 2024) :
- Triadica cochinchinensis Lour.
- Triadica rotundifolia (Hemsl.) Esser
- Triadica sebifera (L.) Small